# Raoul d'Ivry
Pour les articles homonymes, voir Famille d'Ivry.
Raoul d'Ivry (Radulfus) († apr. 8 septembre 1015), fils d'Asperleng de Pîtres (fermier des moulins du Vaudreuil) et de Sprota (mariée en premières noces à Guillaume Ier de Normandie), il était le demi-frère du duc de Normandie Richard Ier.

## La tutelle de Raoul d'Ivry sur le duc de Normandie
En 996, le duc Richard Ier de Normandie meurt. Selon Dudon de Saint-Quentin, il demande à Richard qui de ses fils doit lui succéder et que deviendront ses autres enfants. Il est en quelque sorte son exécuteur testamentaire. Son successeur, Richard II, étant mineur, Raoul d'Ivry assure la transition en tant que demi-frère par sa mère du défunt. François Neveux estime : « selon toute apparence, c'est lui qui détenait la réalité du pouvoir pendant la minorité ». Une place qu'il partage sûrement avec la veuve de Richard Ier, la duchesse Gunnor. C'est d'ailleurs à sa demande et celle de son neveu Robert, archevêque de Rouen, que Dudon poursuit le travail commandé par Richard Ier. Il est son protégé et rédigera en 1011 une charte de donation que Raoul fait en faveur de l'abbaye Saint-Ouen de Rouen.
Le chroniqueur Guillaume de Jumièges nous apprend qu'il est chargé de mater les deux rébellions qui éclatent à la fin du Xe siècle en Normandie, d'une part celle de la paysannerie et d'autre part, celle d'une partie de l'aristocratie. Contre les paysans, il emploie la manière forte en faisant couper les pieds et les mains des meneurs. Contre les nobles, il dirige une expédition qui conduit à l'arrestation du principal rebelle, Guillaume, comte d'Exmes. 
Il est le principal artisan de la paix dans le duché au début du règne de Richard II.

## Le comte Raoul
Au sein du duché de Normandie, les premiers comtes apparaissent autour de l'an mille. Raoul est le premier attesté par un acte (1011). Il possède peut-être ce titre depuis longtemps car Robert de Torigni fait remonter cette attribution au temps du duc Richard Ier (donc avant 996). Conduisant l'ost normand qui assiège Avallon en août 1005, on lui attribue alors la souscription d'un acte royale (S’ Rodulfi comitis) avec le titre de comte.
Le comté qui lui fut dévolu donna lieu à un débat parmi les historiens. Comme le rappelle le chercheur Pierre Bauduin à la suite de David Bates, " les désignations territoriales pour les comtes apparaissent seulement dans les années 1040 ". Les actes d'époque et Dudon de Saint-Quentin présentent simplement Raoul comme « le comte Raoul » et jamais comme « Raoul d'Ivry » ou « le comte d'Ivry ». Ce sont des écrivains postérieurs qui attribuent un comté précis au demi-frère de Richard Ier : Orderic Vital le désigne par exemple comme comte de Bayeux. Mais les historiens considèrent que le moine se trompe. Pierre Bauduin pense qu'il s'agit d'une confusion avec son fils Hugues, évêque de Bayeux. Ils préfèrent suivre un autre chroniqueur tardif, Robert de Torigni, qui décrit Raoul comme comte d'Ivry, avec le château d'Ivry comme centre de son honneur. David Douglas voit la confusion entre Évreux et Ivry par la parenté toponymique des formes anciennes de ces deux villes. D'ailleurs le comitatus confié à Raoul ne pouvait empiéter sur les pagi de Rouen et d’Évreux déjà constitués depuis longtemps. En revanche, l'Est de l'ancien pagus du Madrie, d'Ivry à Vernon — et le Nord-Ouest du pagus de Dreux, d'Ivry à Nonancourt — toutes deux récupérées par les Normands, constituent des aires géographiques cohérentes avec l'action de Raoul et de ses héritiers.

## Possessions du comte Raoul
Suivant l'héritage de son fils Hugues, Raoul était implanté dans la forêt de Vièvre en Lieuvin, dans l'Hiémois, au nord de la Seine et en Évrecin.
Raoul reçoit la forêt de Vièvre de Richard Ier après une partie de chasse, peut-être vers 960. Cette concession aurait eu pour but de consolider le pouvoir ducal, tout comme ses biens dans l'Hiémois avec les diverses donations, qui ont permis un déplacement du centre de gravité du Hiémois vers Falaise. Ses biens au nord de la Seine sont concentrés entre Rouen et l'Andelle. Selon David Douglas, il aurait également tenu des terres près de Breteuil, à l'origine de l'honneur de Breteuil.
Son installation à Ivry revêt une importance stratégique et s'inscrit dans le but de consolider l'autorité du duc à la limite du duché, sur un carrefour important entre une voie romaine et la vallée de l'Eure. Depuis plusieurs dizaines d'années, la région fait l'objet d'une lutte d'influence entre le duc de Normandie et le comte de Blois-Chartres qui vient de prendre pied à Dreux. En plaçant un membre de sa famille à Ivry, Richard Ier (ou Richard II) conforte son autorité sur la marge sud-est de l'Évrecin.

## Le château d'Ivry

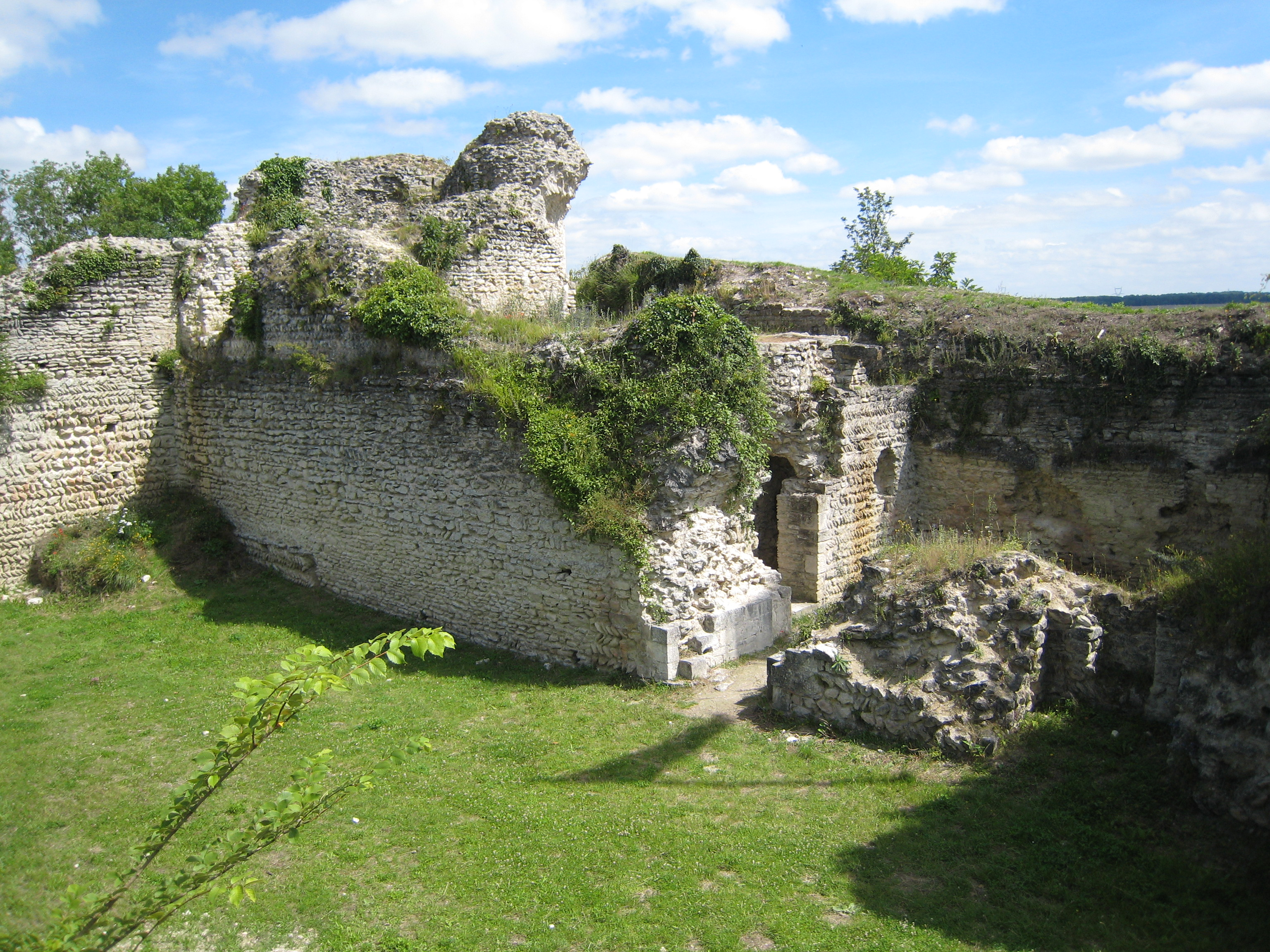
Intérieur des ruines du donjon.

L'actuel château d'Ivry-la-Bataille aurait vu sa construction démarrer avant 996, sous le comte Raoul, sur les plans de l'architecte Lanfred ou Lanfroi, auteur du donjon de Pithiviers.
Selon le récit rapporté par Orderic Vital plus d'un siècle après les événements, c'est la comtesse Aubrée qui aurait fait appel à l'architecte puis qui l'aurait tué pour qu'il ne dévoile pas ses secrets de construction. Le comte Raoul aurait tué plus tard sa femme pour garder le contrôle de la forteresse,.
Dans les faits, Aubrée n'est que la seconde épouse de Raoul, véritable détenteur du château, et elle n'apparait pas avant 1011. De plus, la période 1008/1014, est celle d'un conflit entre le duc de Normandie et le comte de Blois et de Chartres autour de Dreux. Lanfroi travaillant alors sur un chantier, côté normand à Ivry, et un autre à Pithiviers, soumis à l'influence de Blois-Chartes, ce contexte explique peut-être sa fin tragique.
Le château d'Ivry est attesté par un acte du cartulaire de Saint-Père de Chartres antérieur à 1034, compatible avec une construction de la tour maîtresse du château à la fin du Xe siècle. Les fouilles, réalisées par Robert Baudet de 1968 à 1983 puis par Dominique Pitte de 2007 à 2010, ont permis de mieux documenter les phases de construction de cette période.
Il est entièrement arasé en 1424 par les Anglais. À partir de 1968, un groupe de jeunes bénévoles le dégage sur plusieurs mètres de hauteur. Le site fait l'objet de fouilles archéologiques depuis 2007.

## Mort et inhumation
Une inscription sur deux tables de pierre découvertes le 21 août 1889 lors de la restauration de la chapelle du bas-côté nord de la cathédrale de Rouen dédiée à saint Nicolas rapporte le lieu de sépulture de Raoul, mort un 6 octobre, « percé de plusieurs blessures faites de la main des voleurs, par trahison ». L'abbé Sauvage, suivant Guillaume de Jumièges et Dudon de Saint-Quentin a rejeté l'hypothèse de Rollon. Le docteur Lerefait y a reconnu Raoul, mais cette suggestion ne peut demeurer qu'une hypothèse.

## Unions et descendance
Il a eu deux femmes, Éremburge (Eremberga) de Canville et Aubrée (Alberède ou Alberada).
Avec Éremburge († av. 1011) de Canville (Caville/Cacheville) :
- Hugues, évêque de Bayeux (v. 1011-1049) ;
- Emma († 1069), épouse d'Osbern de Crépon († v. 1040), sénéchal de Guillaume le Conquérant. Elle devient à la fin de sa vie abbesse de Saint-Amand de Rouen ;
- Raoul († av. 1015) ;
- Une fille dont le nom est resté inconnu mais qui fut mariée à Richard de Beaufour.

Avec Aubrée ou Alberède : 
- Jean d'Ivry, évêque d'Avranches (1060-1067) puis archevêque de Rouen (1067-1079)[20].